# عملية ديموقليس
كانت عملية ديموقليس حملة سرية شنتها وكالة الاستخبارات الإسرائيلية، الموساد، في أغسطس 1962، استهدفت العلماء والفنيين الألمان، الذين عملوا سابقاً في برنامج الصواريخ في ألمانيا النازية، والذين كانوا يطورون الصواريخ المصرية في موقع عسكري يُعرف باسم المصنع 333. ووفقاً لأوتو جوكليك، وهو عالم نمساوي شارك في المشروع، صممت الصواريخ التي جرى تطويرها لاستخدام النفايات المشعة.
كانت التكتيكات الرئيسية هي الطرود المفخخة والاختطاف. طالب رئيس الوزراء الإسرائيلي دافيد بن غوريون في مارس 1963، باستقالة رئيس الموساد آنذاك، إيسر هاريل، بسبب العملية، مما أنهى العملية فعلياً. دفعت العملية والضغوط الدبلوماسية العلماء إلى مغادرة مصر بحلول نهاية 1963.

## برنامج الصواريخ المصري
لم يكن الرئيس المصري جمال عبد الناصر راغباً في الاعتماد على الغرب أو الاتحاد السوفيتي في الصواريخ، لأن مثل هذا الترتيب يتعارض مع سياسة مصر في عدم الانحياز أثناء الحرب الباردة. وبالتالي كان برنامج الصواريخ المحلي هو السبيل الوحيد الذي يمكن لمصر من خلاله أن تضاهي التكنولوجيا العسكرية لإسرائيل، عدو مصر آنذاك. في ذلك الوقت، كانت تكنولوجيا الصواريخ نادرة في الشرق الأوسط، لذلك كان على مصر أن تتطلع إلى الدول الأوروبية للحصول على المواد والخبرة. زود حسن سيد كامل، تاجر الأسلحة المصري السويسري، مصر بالمواد والمجندين من ألمانيا الغربية وسويسرا، على الرغم من أن كلا البلدين لديهما قوانين رسمية تحظر بيع الأسلحة لدول الشرق الأوسط. كان العديد من العلماء الألمان الغربيين قد شاركوا سابقاً في برنامج الصواريخ في ألمانيا النازية أثناء الحرب العالمية الثانية، حيث عملوا في بينامونده لتطوير صاروخ فاو-2، وعمل بعضهم في برنامج الصواريخ الفرنسي في أعقاب الحرب.
لفت برنامج الصواريخ المصري انتباه العالم عندما نجح في إطلاق صاروخ في يوليو 1962. ثم عرض نوعين جديدين من الصواريخ في شوارع القاهرة، مما تسبب في اهتمام وصدمة عالمية. أدى تدفق الخبرة الصاروخية من ألمانيا الغربية إلى مصر إلى إلحاق الضرر بالعلاقات بين إسرائيل وألمانيا الغربية، لكنه لم يوقف دفع التعويضات والإمداد السري بالأسلحة لإسرائيل من قبل ألمانيا الغربية. أصبحت إسرائيل قلقة باضطراد بشأن البرنامج، بعدما تواصل عالم نمساوي ساخط متورط فيه بجهاز المخابرات الإسرائيلي، وادعى أن المصريين كانوا يحاولون تجهيز الصاروخ بالنفايات المشعة بالإضافة إلى الحصول على رؤوس حربية نووية. تمكن الموساد في منتصف أغسطس من الحصول على وثيقة كتبها العالم الألماني فولفغانغ بلتس، تفصل جوانب معينة من المصنع 333 - وعدد الصواريخ التي صُنعت (900)، ودليل إضافي أضعف على وجود خطط لتطوير رؤوس حربية كيميائية وبيولوجية ومجهزة بالغاز لهذه الصواريخ. نشر رئيس الموساد قصص حول أسلحة شريرة يطورها العلماء الألمان في مصر، للحصول على دعم الجمهور الإسرائيلي.

## الهجمات على العلماء الألمان

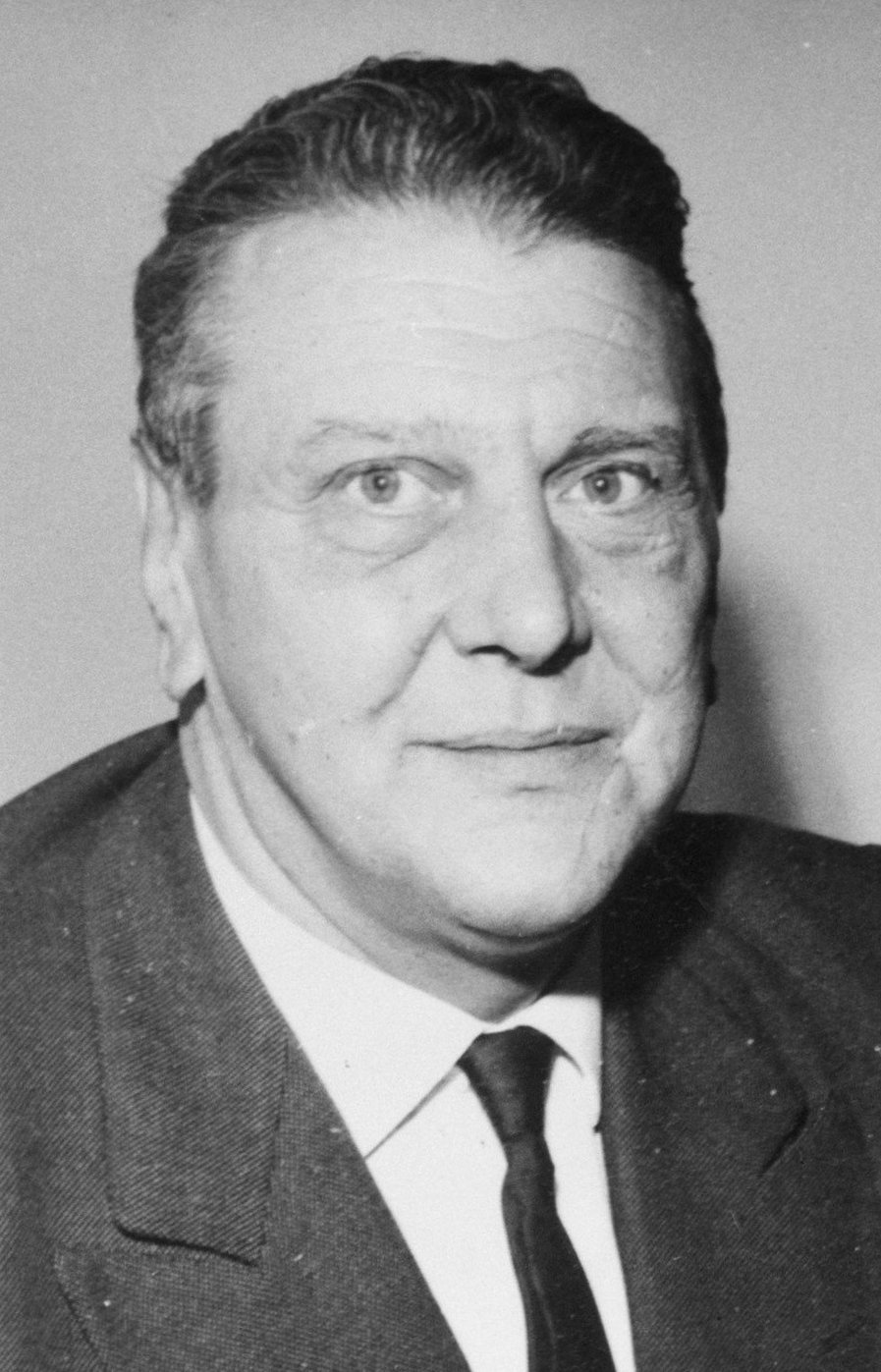
يُعتقد أن أوتو سكورزيني، قائد سابق في قوات الأمن الخاصة (كما يظهر في 1963)، جُند لعملية ديموقليس.

كانت التكتيكات الرئيسية التي استخدمتها إسرائيل ضد العلماء هي الطرود المفخخة والاختطاف. وتعرضت عائلاتهم للتهديد بالعنف لإقناع العلماء بالعودة إلى أوروبا. وفر الموساد وحدة عملياتية صغيرة، برئاسة رئيس الوزراء الإسرائيلي المستقبلي إسحاق شامير، ولكن نظراً لافتقارها إلى قسم عملياتي في ذلك الوقت، فقد اعتمدت بالأساس على وحدات من الشاباك لتنفيذ الهجمات.
- انفجر طرد أُرسل إلى عالم الصواريخ فولفغانغ بيلتس في مكتبه عند فتحه في 27 نوفمبر 1962، مما أسفر عن مقتل خمسة وإصابة سكرتيرته.[3][10]
- تسبب طرد أُرسل إلى مصنع الصواريخ في هليوبوليس إلى مقتل خمسة عمال مصريين.[2]
- أُطلق الرصاص من مسدس على أستاذ ألماني غربي في بلدة لوراخ كان يبحث في الإلكترونيات لصالح مصر. أخطأت الرصاصة هدفها وهرب المسلح بالسيارة.[3]
- اختفى هاينز كروغ، 49 عاماً، رئيس شركة ميونخ التي تزود مصر بالمعدات العسكرية في سبتمبر 1962 ويُعتقد أنه قُتل.[7] كان كروغ مديراً لشركة وهمية مصرية تعمل انطلاقاً من ميونخ وكانت متورطة في تصنيع الصواريخ في مصر.[4] وفقاً لدان رافيف [الإنجليزية] ويوسي ميلمان، قُتل كروغ بالقرب من ميونخ على يد المغوار النازي السابق أوتو سكورزيني.[11] وفقاً لرونين برغمان، اختطفت فريق من الموساد كروغ في ميونخ برئاسة رئيس الموساد إيسر هاريل نفسه وقُتل في إسرائيل بعد تعرضه لاستجواب قاسٍ.[12]
- استُهدف هانز كلاينواتشر، عالم الصواريخ الذي عمل في مشروع فاو-2، في فبراير 1963، لكن محاولة الاغتيال فشلت بسبب عطل في السلاح.[4]

## الكشف العلني عن العملية
قُبض على عميلين للموساد، يوسف بن غال، وهو إسرائيلي، وأوتو جوكليك، وهو نمساوي، في سويسرا بتهمة تهديد هايدي جورك، ابنة خبير التوجيه الإلكتروني الألماني الغربي الذي يعمل في المصنع 333، بول ينس جورك. وقد أمراها بإقناع جورك بالعودة إلى ألمانيا، وهددا سلامتهما إذا لم يمتثل. وقد قُبض عليهما بتهمة الإكراه والعمل غير القانوني لصالح دولة أجنبية. كشفت التحقيقات السويسرية أنهما متورطان أيضاً في اختطاف كروغ ومحاولة اغتيال كلاينواتشر. تسببت الاعتقالات في فضيحة عامة لإسرائيل. ونفت إسرائيل علناً هذه الادعاءات، مؤكدة أن عملاءها استخدموا فقط أساليب «الإقناع السلمي».

## استقالة إيسر هاريل
انشغل إيسر هاريل بالهولوكوست بعد القبض على أدولف آيخمان، الأمر الذي عزز موقفه تجاه العلماء الألمان. وقال عندما سئل عن العملية: «هناك أشخاصاً تحدد موتهم».
انتهت الحملة عندما طالب رئيس الوزراء الإسرائيلي دافيد بن غوريون الموساد بوقف الهجمات لأنه كان قلقاً بشأن العواقب على العلاقات الألمانية الإسرائيلية. كانت وزيرة الخارجية آنذاك غولدا مائير والدبلوماسيون الإسرائيليون الذين حاولوا بناء علاقات بين ألمانيا الغربية وإسرائيل غاضبين من الهجمات. اضطر هاريل إلى الاستقالة وزعم مائير عاميت، خليفته كرئيس للموساد، أن هاريل بالغ في تقدير الخطر الذي تشكله برامج الأسلحة المصرية على إسرائيل. استقال إسحاق شامير وآخرون من الموساد احتجاجاً على معاملة هاريل. واستقال دافيد بن غوريون من منصبه بعد ثلاثة أشهر.
أدى الجمع بين التهديدات بالقتل والضغوط الدبلوماسية إلى هروب العلماء بعيداً عن مصر بحلول نهاية 1963. وبحلول 1967، وصل برنامج الصواريخ المصري إلى طريق مسدود ولجأت مصر إلى الاتحاد السوفيتي، الذي زودها بصواريخ سكود بي.